# Halowe Mistrzostwa Świata w Łucznictwie 2005
8. Halowe Mistrzostwa Świata w Łucznictwie odbyły się w dniach 22 - 28 marca 2005 roku w Aalborgu w Danii.
Polska wywalczyła dwa medale. Wśród seniorek na najniższym stopniu podium stanęła drużyna pań w łuku klasycznym w składzie Małgorzata Sobieraj, Karina Lipiarska, Izabela Niemiec. Wicemistrzem świata juniorów w łuku klasycznym został Jacek Dobrzyński.

## Reprezentacja Polski seniorów

### łuk klasyczny
- Karina Lipiarska
- Izabela Niemiec
- Jacek Proć
- Małgorzata Sobieraj

## Reprezentacja Polski juniorów

### łuk klasyczny
- Jacek Dobrzyński

## Medaliści

### Seniorzy

#### Strzelanie z łuku klasycznego
| Konkurencja:           | Złoto:                                                            | Srebro:                                                           | Brąz:                                                             |
| indywidualnie kobiet   | Natalija Burdejna                                                 | Tetiana Dorochowa                                                 | Christina Schafer                                                 |
| indywidualnie mężczyzn | Erdem Żigżitow                                                    | Vic Wunderle                                                      | Ołeksandr Serdiuk                                                 |
| drużynowo kobiet       | Francja · Fabienne Bourdon · Virginie Arnold · Svetlana Roudeva   | Ukraina · Tetiana Bereżna · Tetiana Dorochowa · Natalija Burdejna | Polska · Małgorzata Sobieraj · Karina Lipiarska · Izabela Niemiec |
| drużynowo mężczyzn     | Ukraina · Igor Parchomenko · Markijan Iwaszko · Ołeksandr Serdiuk | Włochy · Marco Galiazzo · Michele Frangili · Amedeo Tonelli       | Rosja · Andrej Abramow · Erdem Żigżitow · Balżinima Cyrempiłow    |

#### Strzelanie z łuku bloczkowego
| Konkurencja:           | Złoto:                                                         | Srebro:                                                                 | Brąz:                                                        |
| indywidualnie kobiet   | Mary Zorn                                                      | Fatima Agudo                                                            | Jamie van Natta                                              |
| indywidualnie mężczyzn | Reo Wilde                                                      | Morgan Lundin                                                           | Morten Boe                                                   |
| drużynowo kobiet       | Stany Zjednoczone · Mary Zorn · Jamie van Natta · Amber Dawson | Rosja · Oktyabrina Bołotowa · Sofia Gonczarowa · Swietłana Kondraszenko | Francja · Valerie Fabre · Francoise Volle · Anne-Marie Bloch |
| drużynowo mężczyzn     | Stany Zjednoczone · Dave Cousins · Rod Menzer · Reo Wilde      | Włochy · Stefano Mazzi · Antonio Tosco · Daniele Bauro                  | Dania · Martin Damsbo · Tom Henriksen · Niels Dall           |

### Juniorzy

#### Strzelanie z łuku klasycznego
| Konkurencja:           | Złoto:                                                          | Srebro:                                                                     | Brąz:                                                                |
| indywidualnie kobiet   | Zinaida Chaludorowa                                             | Pia Lionetti                                                                | Lindsay Pian                                                         |
| indywidualnie mężczyzn | Wołodymyr Dżula                                                 | Jacek Dobrzyński                                                            | Gilles Decker                                                        |
| drużynowo kobiet       | Włochy · Pia Lionetti · Elena Tonetta · Carla Frangilli         | Rosja · Zinaida Chaludorowa · Mirosława Dagbajewa · Mirosława Abdulgalimowa | Stany Zjednoczone · Stephanie Rowland · Andrea Garner · Lindsay Pian |
| drużynowo mężczyzn     | Rosja · Aleksiej Borodin · Aleksiej Nikolajew · Anton Dobriakow | Włochy · Mauro Nespoli · Davide Tacca · Tommaso Moccia                      | Niemcy · Bastian Neusius · Daniem Hartmann · Kai Mueller             |

#### Strzelanie z łuku bloczkowego
| Konkurencja:           | Złoto:                                                            | Srebro:                                                               | Brąz:                                                           |
| indywidualnie kobiet   | Erika Anschutz                                                    | Tiffany Reeves                                                        | Meta Kase                                                       |
| indywidualnie mężczyzn | David Roth                                                        | Sebastien Peineau                                                     | Brady Ellison                                                   |
| drużynowo kobiet       | Stany Zjednoczone · Tiffany Reeves · April Witt · Erika Anschutz  | Szwecja · Carolina Johansson · Emilia Gustavsson · Isabell Danielsson | Włochy · Anastasia Anastasio · Federica Festinese · Laura Longo |
| drużynowo mężczyzn     | Stany Zjednoczone · Stephen Schwade · Bradey Elisson · David Roth | Szwecja · Robert Danielsson · Mikael Ross · Johan Lundgren            | Dania · Patrick Laursen · Steen Gottlieb · Kasper Christensen   |

## Klasyfikacja medalowa

### Seniorzy
| Lp. | Państwo           | Złoto | Srebro | Brąz | Razem |
| 1.  | Stany Zjednoczone | 4     | 1      | 1    | 6     |
| 2.  | Ukraina           | 2     | 2      | 1    | 5     |
| 3.  | Rosja             | 1     | 1      | 1    | 3     |
| 4.  | Francja           | 1     | 0      | 1    | 2     |
| 5.  | Włochy            | 0     | 2      | 0    | 2     |
| 6.  | Hiszpania         | 0     | 1      | 0    | 1     |
| 6.  | Szwecja           | 0     | 1      | 0    | 1     |
| 8.  | Dania             | 0     | 0      | 1    | 1     |
| 8.  | Niemcy            | 0     | 0      | 1    | 1     |
| 8.  | Norwegia          | 0     | 0      | 1    | 1     |
| 8.  | Polska            | 0     | 0      | 1    | 1     |

### Juniorzy
| Lp. | Państwo           | Złoto | Srebro | Brąz | Razem |
| 1.  | Stany Zjednoczone | 4     | 1      | 3    | 8     |
| 2.  | Rosja             | 2     | 1      | 0    | 3     |
| 3.  | Włochy            | 1     | 2      | 1    | 4     |
| 4.  | Ukraina           | 1     | 0      | 0    | 1     |
| 5.  | Szwecja           | 0     | 2      | 0    | 2     |
| 6.  | Francja           | 0     | 1      | 0    | 1     |
| 6.  | Polska            | 0     | 1      | 0    | 1     |
| 8.  | Dania             | 0     | 0      | 1    | 1     |
| 8.  | Luksemburg        | 0     | 0      | 1    | 1     |
| 8.  | Niemcy            | 0     | 0      | 1    | 1     |
| 8.  | Słowenia          | 0     | 0      | 1    | 1     |